# Локомотив (гандбольний клуб, Одеса)
«Локомотив» — історичний український жіночий гандбольний клуб з Одеси, заснований 1958 року. Триразовий чемпіон СРСР (1958, 1959, 1961), віце-чемпіон 1962, бронзовий призер 1960 року чемпіонату СРСР. П'ятиразовий чемпіон УРСР. Цих успіхів команда досягла під керівництвом головного тренера Альфреда Борисовича Свідерського (1958—1968).

## Історія
Ініціатором створення команди став Леон Павлович Флігельман, який також докладав багатьох зусиль для розвитку одеського баскетболу. Колективом опікувалася Одесько-Кишинівська залізниця, а гандболістки офіційно були в резерві провідників цієї залізниці.
Відомим головнером тренером, який привів клуб до самих великих успіхів,  був Альфред Свідерський, який до того тренував черкаський  «Буревісник».

## Досягнення
- Чемпіонат СРСР
  -  Чемпіон (3): 1958, 1959, 1961
  -  Срібний призер (1): 1962
  -  Бронзовий призер (1): 1960

- Чемпіонат УРСР
  -  Чемпіон (5): 1957, 1958, 1959, 1960, 1961